# Fanny Gates
Fanny Gates   (Waterloo, 26 d'abril de 1872 - Chicago, 24 de febrer de 1931) Fanny Cook Gates va ser una física americana, membre de l'American Physical Society i l'American Mathematical Society. Les seves contribucions van centrar-se en la recerca de materials radioactius, i va determinar que la radioactivitat no podia ser destruïda per calor o ionització a causa de reaccions químiques, i que els materials radioactius difereixen dels materials fotofosforescents tant qualitativament com quantitativament. Més concretament, Gates va mostrar que l'emissió de llum blava per laquinina depèn de la temperatura, provant així que la llum emesa és produïda per fosoforescència i no pas per desintegració radioactiva. Va ser la cap del departament de física a Goucher College, professora de física i degana de dones a Grinnell College i a la Universitat d'Illinois.

## Biografia
Gates va graduar-se a la Universitat Northwestern el1894, i va doctorar-se a la Universitat de Pennsilvània el 1909 amb una tesi sobre «La conductivitat dels gasos causada per determinats canvis químics». Mentre feia el doctorat va publicar dos articles d'investigació relacionats amb la radioactivitat.
Durant el període de 1895-1897, va ser becada per fer una estada al Byrn Mawr College, que va concedir-li una beca per fer una estada a Europa. Durant la tardor de 1897 va assistir a la Universitat de Göttingen per ampliar estudis en matemàtiques i física. L'hivern de 1898, va traslladar-se al Polytechnik Institut a Zurich. Gates va tornar als EUA el 1898, on va acceptar una posició al Women's College of Baltimore (Goucher Universitat), on abans d'arribar va demanar que li proporcionessin equipament extra per construir el seu laboratori destinat a estudiar l'espectre i els ratjos X. L'any 1911 va marxar a treballar a la Universitat de Chicago. Durant 1902-1903 va realitzar una estada a la Universitat de McGill, Montreal, on va treballar amb l'Ernest Rutherford i en Harriet Brooks. Al llarg d'aquesta estada va investigar la radiaoactivitat continuada, amb la qual va demostrar que els processos radioactius no eren simples processos físics o químics. El 1905, Gates va treballar juntament amb J.J. Thomson, i la seva recerca va permetre augmentar la seva reputació en la comunitat científica.
El 1911, Gates va deixar el seu lloc de feina de Baltimore per a acceptar una posició com a investigadora a la Universitat de Chicago. Dos anys després, li van oferir l'oportunitat de convertir-se en professora de física i degana de dones al Grinnell College a Iowa, els quals va acceptar. Va ocupar aquests càrrecs durant tres anys i després d'aquest període es va traslladar a Universitat d'Illinois a Urbana-Champaign, el 1916 on va ocupar el càrrec de professora associada de f´siica i degana de dones durant dos anys.
Existeix una controversia al voltant del perquè va deixar la posició que tenia a la Universitat de Illionis. Algunes fonts suggereixen que Gates va ser acomiadada per la Universitat per problemes relacionats amb droges, altres en canvi argumenten que el tracte que va rebre per part de l'administració del centre va ser difícil, a causa de pràctiques discriminatòries. A partir dels 1918, Gates va passar-se al sector privat, i va servir com a secretretària general del YMCA de Nova York (1918-1919, 1921-1922), paral·lelament va continuar la seva tasca com a professora a dues escoles privades de Nova York i Bryn Mawyr. Abans de dedicar-se únicament a la investigació, va treballar com a professora de física a Rycenmore School a Evason, Illionis, des de 1928 fins al 1931.

## Contribucions a física

### Efecte d'escalfament de la radioactivitat excitada
Publicat el 1903, aquest article desenvolupar la feian duta a terme per Ernest Rutherford i Harriet Brooks. En aquest s'explica en detall una sèrie d'experiments que Gates va dur a terme estudiant la relació entre la calor i les partícules radioactives excitades, amb la qual va poder arribar a les següents quatre conclusions.
1. La radioactivitat excitada no pot ser destruïda per la calor.
2. Les partícules actives són tretes de cables (principalment platí) a una temperatura només lleugerament per sota de la "calor blanca", i són transferides inalterades a les superfícies dels sòlids amb temperatures més baixes.
3. Per treure el gas circumdant tan ràpid com el cable és escalfat, la gran majoria de partícules radioactives són eliminades.
4. L'extracció de la radioactivitat excitada es realitza gràcies a la volatilitat del material radioactiu.

### La naturalesa de les radiacions des del sulfat de quinina
Sota la supervisió d'Ernest Rutherford el 1903, Gates va investigar la fosforescència i propietats conductores de la quinina, i va veure que les propietats observades també estan presents a altres substàncies radioactives. Aquesta feina va ser basada en el treball fet prèviament per Le Bon, i explicar una sèrie d'experiments que detallen els efectes de diverses proves en mostres de quinina escalfada. A partir d'aquests va arribar a les següents conclusions.
1. La radiació de quinina només s'observa quan va existeix un gran canvi de temperatura, és inconsistent durant el canvi, i canvia poc després del canvi de temperatura. La variació de temperatura no afecta el grau de descàrrega elèctrica entre plans exposats i la radiació d'aquests no es deteriora aparentment amb el temps.
2. La ionització màxima no pot ser assolida amb radiacions de quinina fins i tot en un camp magnètic fort
3. La radiació de quinina és majoritàriament abosbida per 2–3 mm d'aire, tot i que certa part pot recórrer diversos centímetres.
4. La radiació de quinina pot ser completament bloquejada per una capa fina d'alumini, la qual no pot bloquejar el pas de substàncies radioactives com urani, radi o tori.
5. Mentre l'índex de la ionització a causa de radiació de radó és independent de la direcció del camp generat dins seu, la ionització de la quinina varia molt quan el camp és invertit.

Utilitzant aquestes conclusions, Gates va afirmar que la ionització deguda a la quinina és completament diferent a aquella deguda a elements actius, resultat d'accions moleculars més que de la projecció espontània de càrregues de l'àtom.

### La conductivitat de l'aire a causa del sulfat de quinina
El 1909, Gates va investigar i finalment publicar la tesi coneguda com a "La conductivitat de l'aire causada per radiacions segures", desenvolupada en la conductivitat de la quinina escalfada. En aquest Gates va investigar exhaustivament el fenomen en el que la quinina augmenta la conductivitat a mesura que augmenta l'aire circumcidant. Més tard va publicar "La natura de les radiacions segures del sulfat de quinina". Gates finalment va concloure que mentre que la quinina afecta a la conductivitat en l'aire, altres compostos són presents en la solució de sulfat que el concepte inicial va ser basat damunt, el qual tindria un petit interferint afecta com el procés de calefacció va progressar.

## Mort
Fanny Gates va continuar treballar fins que va morir a Chicago el 24 de febrer de 1931. Tot i que es considera desconeguda la causa de la seva mort, és possible que aquesta hagi estat causada a causa de la radiació a la qual va ser exposada al llarg de la seva carrera investigadora.